# Pachacuti (mitología inca)
Pachacuti, también en quechua pacha kutiy, es un acontecimiento cataclísmico dentro de la mitología incaica. Dicho acontecimiento marca el gran cambio que es frecuente dentro de los ciclos del tiempo y el espacio que concebían los incas.

## Etimología
La expresión pachacuti (en ortografía moderna quechua: pacha kutiy) es un compuesto quechua formado por el sustantivo pacha (‘tierra, región, época, mundo’) y el verbo kuti- (‘cambiar, girar, volver a un punto de inicio’). Su uso como sustantivo compuesto debe atribuirse a la presencia del nominalizador de acción -y. La popularidad contemporánea de la forma pachacútec (en ortografía moderna quechua: pachakutiq o pachakutik, según el dialecto), con el nominalizador de agente -q, es atribuible a que es esta la forma usada por el Inca Garcilaso de la Vega.
Por lo general, está expresión tiene por significado ‘cambiar el rumbo del tiempo’. El lexicógrafo Diego González Holguín definió dicho término como un desastre natural cataclísmico ocasionado por una inundación, por fuego, por pestilencia, terremotos, etc.

### Pachacuti, el inca
Vale la pena resaltar que, Pachacuti o Pachacútec es también el nombre con el que fue reconocido el noveno inca. En aquel entonces, el príncipe Inca Yupanqui fue quien logró derrotar a los chancas en la batalla de Yahuarpampa y, por consiguiente, fue renombrado como Pachacútec; estableciendo una gran reforma que reorganizó todas las facetas del emergente Tahuantinsuyo. El nombre le habría sido impuesto por su padre Huiracocha al momento de ceñirle la mascapaicha y reconocerlo como gobernante, según la versión recogida por el cronista temprano Juan de Betanzos. Este cronista traduce el nombre del soberano literalmente como ‘vuelta de tiempo’ (interpretable como ‘cambio de época’).

## Concepto

En la mayoría de casos, el fenómeno de pachacuti tiene como figura central al dios Apu Qun Tiqsi Wiraqucha; sin embargo, dicho evento también es desencadenado por otros dioses del panteón incaico.

Dentro de la mitología incaica, el pachacuti es definido como una catástrofe cósmica que establece el fin del orden conocido por un nuevo orden en el universo.
El tiempo era concebido por los incas de manera cíclica, por lo que el evento del Pachacútec ocurría en un tiempo determinado. Según diversas fuentes, el lapso de tiempo entre un pachacuti y otro son de 500 años. Sin embargo, según el astrónomo William Sullivan, el pachacuti se daba cada 800 años.
Asimismo, el hecho de que los incas percibieran al tiempo como cíclico supone que el pachacuti trae a la humanidad a un punto de inicio, es decir, de vuelta a un tiempo primigenio para construir un ciclo diferente al anterior.
Este acontecimiento mítico siempre era provocado por uno o más dioses.
Dentro de las múltiples referencias a este suceso, el cronista Martín de Murúa ofrece una de las más interesantes referencias al concepto de pachacuti. El cronista expone:

«Y en esta ocasión dicen, apareció en lo alto del Cuzco, en el asiento llamado Chetaca y por otro nombre Sapi, una persona vestida de colorado, de grandísima estatura, con una trompeta en la una mano y en la otra un bordón, y que habiendo venido por el agua hasta Pizac, cuatro leguas del Cuzco, este Pachacuti le salió al camino y allí le rogó no tocase la trompeta, porque se temían los indios que si la tocaba se había de volver la tierra, y que a ruego de Pachacuti y conformándose con él, y. trabando gran amistad, no tocó la trompeta que había de ser su destrucción, y así salvaron el peligro que les amenazaba.»
Historia general del Perú, capítulo LXXXVI

## Ejemplos de Pachacútec
El más ilustre exponente de este evento es el Unu Pachacuti, el cual reza sobre un destructivo diluvio que fue creado por el dios Wiracocha para exterminar completamente a los poderosos e ingobernables gigantes que se negaron a reconocerlo como creador.
Así como el Unu Pachacuti, este fenómeno también posee otras connotaciones. Como ejemplos de esto se tiene el Nina Pachakuti (fin del mundo por el fuego), Llocllay Unu Pachakuti (fin del mundo por diluvio o deslizamiento), Pachakuti Pacha Ticra (fin del mundo o gran destrucción, pestilencia, ruina, perdida o daño común), etc.  

## Mitología
Dentro de la mitología incaica, existen múltiples referencias a desastres cataclísmicos que marcan un nuevo inicio en el mundo y/o universo. Si bien algunas de ellas no son nombradas explícitamente bajo el título pachacuti, pueden ser consideradas como tal.